# Nedotakljivi
Nedotakljivi je mit o ciganih. Roman je napisal slovenski pisatelj Feri Lainšček. Knjiga je prvič izšla leta 2007 pri založbi Mladinska knjiga. Že leta 2008 je bila ponatisnjena.

## Vsebina
Roman se začne z legendo o ciganskem kovaču, ki je skoval žeblje s katerimi so križali Ješuo ben Miriama (Jezusa). Ker Cigan zadnjega žeblja več ni mogel pogasiti, so Jezusa križali le s tremi žeblji. Četrti žebelj pa še danes potuje z enega konca na drugi konec sveta in preganja njegove potomce. Zato se Cigani selijo.
V nadaljevanju je roman razdeljen na štiri dele. Celotno zgodbo pripoveduje nesojeni ciganski kralj Lutvija Belmoldo aus Shakahi Gav. Njegova pripoved razkriva zgodbo štirih generacij skozi osrednje moške like. To so še ded Jorga Mirga, romunski Cigan, ki je ušel iz nacističnega taborišča in zbežal v Titovo Jugoslavijo, kjer se je preživljal z izdelovanjem brusnih kamnov, oče Ujša Mirga, tihotapec s tržaške tržnice in sin Don Belmoldo Mirga, otrok iz osemdesetih in protagonist iz časa pred razpadom komunistične Jugoslavije.
Z izjemnim občutkom za jezik in poznavanjem ciganskega življenja je roman napisan na način, ki pritegne bralca. Dotika se aktualnih vprašanj, ki se tičejo strpnosti do tega nomadskega ljudstva.

## Zbirka
Delo je izšlo v mednarodni zbirki Miti.

## Ocene in nagrade
Roman je bil med izbranimi finalisti za domačo nagrado kresnik in evropski roman leta (The European Book Prize).

## Izdaje in prevodi
Slovenska izdaja knjige iz leta 2007.COBISS
Slovenska izdaja knjige iz leta 2008.COBISS
Slovenska filmska izdaja knjige iz leta 2011.COBISS
Roman je preveden v angleški, italijanski, češki in danski jezik.

## Priredbe
Po romanu je v uredništvu programa Ars nastala radijska nadaljevanka v petih delih in scenarij za slovenski film Šanghaj.